# يوسف إستس
يوسف إستس (بالإنجليزية: Yusuf Estes)‏، (ولد 1944 م) داعية إسلامي، كان مبشِّرًا ومنصِّرًا وواعظًا أمريكيًا حتى تحوَّل إلى الإسلام، كان اسمه قبل إسلامه جوزيف إدوارد إستس أو جوزيف إيستس (بالإنجليزية: Joseph Estes)‏، ولد في الولايات المتحدة ونشأ في أسرة بروتستانتية مسيحية وأصبح واعظاً. حصل على شهادة ماجستير في الفنون سنة 1974م وشهادة الدكتوراة في علم اللاهوت. بعد تعامله مع شخص مسلم مصري اسمه محمد عبد الرحمن اعتنق الإسلام سنة 1991م هو وزوجته ووالده وزوجة والده، ثم تعلم بعدها اللغة العربية والدراسات الإسلامية من سنة 1991م إلى سنة 1998م في مصر والمغرب وتركيا. ويعمل في مجال الدعوة في الولايات المتحدة وله أشرطة ومحاضرات بالإنجليزية.
كان مجتهدًا في البحث في الديانة المسيحية، كما درس الهندوسية واليهودية والبوذية، وعلى مدى 30 سنة لاحقة، عمل هو وأبوه معًا في مشاريع تجارية كثيرة، واستطاع يوسف جمع العديد من ملايين الدولارات في تلك السنوات.
نشأ الشيخ في بيت مسيحي ملتزم وتعلم في ولاية تكساس، ويلقي الشيخ محاضراته في الجامعات والهيئات والمؤتمرات العامة لجميع الديانات والمذاهب. أُعْجِبَ بعض القساوسة والأحبار بطريقة عرضه الصورة النقية المضيئة للإسلام، وقد أسلم على يد الشيخ أناس كثيرون مستخدمًا لذلك طريقة تجمع بين الجدية والمرح حين إجابته على كثير من الهجمات الحادة على الإسلام والمسلمين.

## النشأة
بدأ يوسف إستس بالدراسة الكنسية أو اللاهوتية عندما اكتشفت قلة علمه بالدين النصراني، وبدأ وعنده كثير من الاسئلة التي كانت بحاجة لأجوبة كما يقول لدراسة النصرانية حتى صار واعظاً وداعياً من دعاة النصرانية وكذلك كان أبوه، وكان بالإضافة إلى ذلك يعمل بالتجارة في الأنظمة الموسيقية وبيعها للكنائس، وكان يكره الإسلام والمسلمين حيث أن الصورة التي وصلته وارتسمت في ذهنه عن المسلمين أنهم أناس وثنيون لا يؤمنون بالله ويعبدون صندوقاً أسوداً في الصحراء وأنهم همجيون وإرهابيون يقتلون من يخالف معتقدهم.
وُلِدَ يوسف إستس في عام1944 م، لعائلة نصرانية شديدة الالتزام بالنصرانية تعيش في الغرب الأوسط لأمريكا، حتى إن آباءه وأجداده لم يبنوا الكنائس والمدارس فحسب، بل وهبوا أنفسهم لخدمة النصرانية كذلك.
كان يوسف مجتهدًا في البحث في الديانة المسيحية، كما درس الهندوسية واليهودية والبوذية، وعلى مدى 30 سنة لاحقة، عمل هو وأبوه معًا في مشاريع تجارية كثيرة، واستطاع يوسف جمع العديد من ملايين الدولارات في تلك السنوات، لكنه لم يجد راحة البال التي لا يمكن تحقيقها إلا بمعرفة الحقيقة وسلوك الطريق الصحيح للهداية. حصل على شهادة ماجستير في الفنون سنة 1974 م وشهادة الدكتوراة في علم اللاهوت.[بحاجة لمصدر] بعد تعامله مع شخص مسلم مصري اسمه محمد اعتنق الإسلام سنة 1991 م هو وزوجه ووالده ووالدته، ثم تعلَّم بعدها اللغة العربية والدراسات الإسلامية من سنة 1991 م إلى سنة 1998 م في مصر والمغرب وتركيا.

## قصة إسلامه
لكن من خلال مدة شهرين تقريباً قضاها مسلم مصري مع أسرته وفي بيتهم اكتشفوا من وجوده وطريقة حياته ومعيشته ونظامه ومن خلال مناقشتهم معه أموراً جديدة عليهم لم يكونوا يعلمونها عن المسلمين وليست عندهم كنصارى. ففي ذات يوم قال له والده: إنه سيأتي إلينا رجل من مصر قد نقيم معه تجارة في مجال بيع السلع المختلفة. ففرحت في نفسي وقلت: سوف نتوسع في تجارتنا وتصبح تجارة دولية تمتد إلى أرض ذلك الضخم - يعني أبى الهول - ثم قال له والده: لكنني أريد أن أخبرك أن هذا الرجل الذي سيأتينا مسلم وهو رجل أعمال. فقال إستس منزعجاً: مسلم لا لن أتقابل معه. فقال والده: لابد أن تقابله. فقال إستس: لا أبداً.
وأصر والده على رأيه بأن يقابل ذلك المصري المسلم ثم تنازل استس عن إصراره لأنه كان يسكن مع والده في منزله وخشي أن يسبب مشكلة فلا يستطيع البقاء عنده. ومع ذلك لما حضر موعد اللقاء لبس إستس قبعة مكتوب عليها: عيسى هو الرب. وعلق صليباً كبيراً في حزامه، وأمسك بنسخة من الكتاب المقدس في يده وحضر إلى طاولة اللقاء بهذه الصورة، ثم تطرق في الحديث عن ديانته وتهجم على الإسلام والمسلمين حسب الصورة التي كانت لديه، وكان هو هادئاً جداً وامتص حماس واندفاع إستس ببرودته ثم دعاه إستس للإقامة عندهم في المنزل، وكان المنزل يحوي إستس وزوجته ووالده ثم جاء هذا المصري واستضافوا كذلك قسيساً آخر لكنه يتبع المذهب الكاثوليكي.
كان هؤلاء في البيت يحمل كل منهم نسخة مختلفة من الكتاب المقدس وتتناقشون عن الاختلافات في العقيدة النصرانية وفي الأناجيل المختلفة على مائدة مستديرة والمسلم يجلس معهم ويتعجب من اختلاف كتبهم. فقد كان مع والد إستس في تلك الفترة نسخة الملك جيمس وكانت معه نسخة الريفازد إيديشن - المراجع والمكتوب من جديد - التي تقول: إن في نسخة الملك جيمس الكثير من الأغلاط والطوام الكبيرة. حيث أن النصارى لما رؤوا كثرة الأخطاء في نسخة الملك جيمس اضطروا إلى كتابته من جديد وتصحيح ما رأوه من أغلاط كبيرة. والإنجيل الثالث مع زوجة إستس هو نسخة القسيس المعاصر جيمي سواقرت والجدير بالذكر أن جيمي سواقرت عندما ناظره الشيخ المسلم أحمد ديدات أمام الناس قال: أنا لست عالماً بالإنجيل. فكيف يكتب رجل إنجيلاً كاملاً بنفسه وهو ليس عالماً بالإنجيل ويدعي أنه من عند الله. أما القسيس الكاثوليكي فكانت لديه نسخة أخرى لمذهبه فيها 73 سفراً أما الإنجيل في المذهب البروتستانتي ففيه 66 سفراً وكل الأناجيل مختلفة وفي داخلها اختلافات كثيرة. قال إستس: فسألنا المسلم المصري وكان اسمه محمد: كم نسخة مختلفة من القرآن عندكم؟ فقال: ليس لدينا إلا نسخة واحدة، والقرآن موجود كما أنزل بلغته العربية منذ أكثر من 1400 سنة. فكان هذا الجواب كالصاعقة.
من جانب آخر كان القسيس الكاثوليكي لديه ردة فعل من كنيسته واعتراضات وتناقضات مع عقيدته ومذهبه الكاثوليكي، فمع أنه كان يدعو لهذا الدين والمذهب مدة 12 سنة لكنه لم يكن يعتقد جازماً أنه عقيدة صحيحة ويخالف في أمور العقيدة المهمة. ووالد إستس كان يعتقد أن هذا الكتاب المقدس كتبه الناس وليس وحياً من عند الله، ولكنهم كتبوه وظنوه وحياً وزوجته تعتقد أن في إنجيلها أخطاء كثيرة، لكنها كانت ترى أن الأصل فيه أنه من عند الإله أما إستس فكانت هناك أمور في الكتاب المقدس لم يصدقها لأنه كان يرى التناقضات الكثيرة فيه، فمن تلك الأمور أنه كان يسأل نفسه وغيره: كيف يكون الإله واحداً وثلاثة في نفس الوقت وقد سأل القسيسين المشهورين عالمياً عن ذلك وأجابوه بأجوبة سخيفة جداً لا يمكن للعاقل أن يصدقها وقال لهم: كيف يمكنني أن أكون داعية للنصرانية وأعلم الناس أن الإله شخص واحد وثلاثة أشخاص في نفس الوقت، وأنا غير مقتنع بذلك فكيف أقنع غيري به.
ثم طلب القسيس الكاثولكي من الأخ (محمد) أن يصطحبه معه ليرى صلاة المسلمين في المسجد، فأخذه معه وذهب به مرتين إلى أحد المراكز الإسلامية فرأى وضوء المسلمين وصلاتهم وبقي ينظر إليهم ثم عادا إلى المنزل. وتوجهنا بسؤالنا للقسيس الكاثوليكي: أي أنواع الموسيقى بستخدمونها أثناء الصلاة؟ فقال: ولا واحدة. فقلنا متعجبين: يعبدون ربهم ويصلون بدون موسيقى؟!! فقال القسيس الكاثوليكي: نعم، وأنا أشهد ألا إله إلا الله وأن محمد رسول الله. وأعلن إسلامه. فقلت له: لماذا أسلمت.. أءنت متيقن مما تفعله؟ قلت له ذلك وأنا في نفسي أتحرق وأتمنى أني أسلمت قبله حتى لا يسبقني لما هو أفضل. وصعدت أنا وزوجتي إلى الأعلى.. فقالت لي: أظن أني لن أستمر بعلاقتي معك طويلاً. فقلت لها: لماذا؟ هل تظنين أني سأسلم؟ قالت: لا. بل لأني أنا التي سوف تسلم ! فقلت لها: وأنا أيضاً في الحقيقة أريد أن أسلم، فقالت له زوجته إذا أذهب تكلم مع الله فقال لها أتكلم مع الله؟ فقالت أجل هذا ما يفعله المسلمون يتكلمون مع الله كل يوم قال: فخرجت من باب البيت وخررت على الأرض ساجداً تجاه القبلة وقلت: يا إلهي.. اهدني. وشعرت مباشرة بانشراح صدري للإسلام.. ثم دخلت البيت.. وأعلنت إسلامي. يقول الشيخ: فأرى أن إسلامنا جميعاً كان بفضل الله ثم بالقدوة الحسنة في ذلك المسلم الذي كان حسن الدعوة وكان قبل ذلك حسن التعامل، وكما يقال عندنا: لا تقل لي.. ولكن أرني)).
كان إسلام الشيخ يوسف وأسرته عام 1991 م، وتوفي والده في شهر ذي القعدة عام 1422 هـ، وكان الشيخ يوسف مع كبر سنه يحضر أباه الطاعن في السن المُقعد على الكرسي المتحرك إلى الصلاة ويضعه في الصف ليحضر صلاة الجماعة (مشهد مؤثر جداً مع كونهما داعيين للنصرانية سابقاً). ولا يكاد يمر يوم إلا ويسلم على يديه أحد، وفي أحد الأيام جاءني مستبشراً طليق الوجه وقال: «أسلم اليوم ستون شخصاً !!». ولا يكتفي الشيخ بتلقين الشهادة فحسب بل يتابع المسلمين الجدد ويعلمهم أمور دينهم، حتى أنه يتكلف السفر لهم أحياناً، وله عدة أشرطة مرئية لمحاضرات عن الإسلام والإرهاب، وعن التعريف الواضح بالإسلام، وعن فهم الإسلام.. وغيرها.

## نشاط الشيخ
له أشرطة صوتية منها شريط صوتي بعنوان: " Daddy.. tell me about God" " أبي .. أخبرني عن الله" وهو عبارة عن حوار بين الشيخ وبين ابنته الصغيرة تسأله عن الله وهو يجيب، بأسلوب لطيف برئ، قال الشيخ: عندما سجلت الحوار مع ابنتي لم أتوقع أن تكون فيه مادة طيبة للنشر إلا بعد أن سمعت الشريط بعد التسجيل فوجدته مفيداً ". ويمضي الشيخ أغلب وقته في الدعوة إلى الله وتعليم الناس وهو أهل لذلك مع فاقته وكثرة مناشطه وعظم تأثيره وحاجته إلى من يعينه. يشغل وقته بطلب دعم المواد والأنشطة الدعوية ويبذل ما لديه للدعوة، مع حسن خلقه ومحبة الناس له ولطف تعامله وتذكيره الدائم بالله، والحرص على ألا يضيع الوقت إلا في الدعوة أو الحديث النافع أو عمل خير، وحرصه على تعليم أولاده بنفسه حتى لا يتأثروا بالمجتمع المنحل عقدياً وفكرياً وأخلاقياً مع حجاب زوجته الكامل وبناته.
وهو لا يعرف العربية مع أنه يقرأ القرآن قراءة صحيحة من المصحف، لكنه متمكن جداً في مسألة الأديان ويستطيع بفضل الله إقناع أو إفحام خصومه من الديانات الأخرى بطلاقة. وتراه يذكر أثناء حديثه بعض الأحاديث المترجمة من الصحاح والسنن بأرقامها في مواضعها، ولا يُعد الشيخ فقيهاً أو مفتياً وهو متواضع ويحرص على مجالس العلم ويستفيد من طلاب العلم والمشايخ والدروس المنتظمة في تلك المنطقة ويظهر حرصه على تطبيق السنة وهو رائع جداً في الحوار والنقاش مع اليهود والنصارى ومحاجتهم. كما يتميز الشيخ بورعه وشفافيته وتأثره والربط دائماً بالعقيدة والتركيز عليها وتحقيق التوحيد وقد قلت له مرة: أتمنى أن أتحدث الإنجليزية مثلك فقال: وأنا أتمنى أني ما عرفت من الإنجليزية حرفاً واحداً وأني أتحدث العربية مثلك لأقرأ كلام ربي وأعقله وأتدبره.
وشارك الشيخ في مؤتمر الندوة العالمية للشباب الإسلامي بالرياض وزار مكتب دعوة الجاليات بحي الربوة وأسلم على يديه أربعة فلبينيين في يوم الجمعة 19/8/1423 هـ في خيمة الدعوة بالبطحاء في الرياض. وهو داعية في السجون الأمريكية يزور المسلمين ويعلمهم أمور دينهم وعقيدتهم ويهدي لهم نسخاً من ترجمة معاني القرآن الكريم بالإنجليزية (نسخة الجيب من مجمع الملك فهد بالمدينة المنورة) ويلقي لهم درساً مبسطاً في العقيدة وأركان الإسلام يحضره أيضاً بعض السجناء من غير المسلمين ويسلم عدد منهم في كل مرة.
وموقعه على شبكة الإنترنت (الإسلام غداً islamtomorrow.com) هو من المواقع الدعوية المتميزة في أسلوب عرض الإسلام والدعوة إليه وفك حيرة النصارى من ضلالهم، والشيخ يستقبل المئات من الرسائل على بريده ويتابع المسلمين الجدد ويعلمهم ويجيب على تساؤلاتهم ويعوقه أحياناً عن متابعة الموقع كثرة سفره في الولايات والدعوة وإقامة المحاضرات في الجامعات وزيارة المسلمين في السجون وتعليمهم أمور دينهم.

## انتقادات مسيحية
- توجه بعض المسيحيين بالنقد للداعية يوسف إستس على بعض مقاطعه المنتشرة على موقع يوتيوب،[10] منها مقطع له يقول بأنه رأى فرعون في مدينة شيكاغو في أحد المعارض ورآه فاتحا فاه وهو الدليل على موته غرقا كما قال القرآن.[11] والحقيقة أن القرآن لم يحدد شخصية فرعون والمفسرون اختلفوا في تحديد شخصية فرعون موسى. وحتى العلم لم يستطع أن يثبت أن مومياء رمسيس الثاني هي جثة الفرعون المقصود في القرآن.[12] ولم تخرج أي مومياء لأي من الفراعنة خارج مصر إلا مومياء رمسيس الثاني التي أخذت لفرنسا في سبتمبر 1976 في عهد الرئيس فاليري جيسكار ديستان لترميمها ومحاولة حفظها من التلف.[13][وفقًا لِمَن؟]

## وصلات خارجية
- الموقع الرسمي
- محاضرات للشيخ يوسف إستس
- الموقع الشخصي للشيخ يوسف إستس
- قصة إسلام الشيخ يرويها بنفسه